# Іст-Кройдон (станція)
51°22′31″ пн. ш. 0°05′32″ зх. д. / 51.3752° пн. ш. 0.0923° зх. д.
Іст-Кройдон (англ. East Croydon) — залізнична станція National Rail операторів Thameslink та Southern у Кройдоні, Великий Лондон, Англія, розташована у 5 тарифній зоні за 16,66 км від Лондон-брідж.
В 2018 році пасажирообіг станції склав 24.770 млн осіб 

## Пересадка
- Автобуси: 64, 119, 194, 197, 198, 312, 367, 410, 433, 466, 689 та X26;
- Tramlink

## Історія
- 12. липня 1841: відкриття станції як «Кройдон»;
- липень 1846: станцію перейменовано на «Кройдон-Іст»;
- 1. травня 1862: станцію перейменовано на «Іст-Кройдон»;
- 1898: розширення станції до 6 платформ;
- 1 червня 1909: станцію перейменовано на «Іст-Кройдон-Мейн»;
- липень 1924: об’єднання станція з «Іст-Кройдон-локал», та утворив «Іст-Кройдон»[3]
- 19 серпня 1992: відкрито нове приміщення вокзалу;
- 14 травня 2000: відкриття пересадки на трамвай;

## Послуги
| Попередня станція | Лінія                                          | Лінія                            | Лінія        | Наступна станція |
| ----------------- | ---------------------------------------------- | -------------------------------- | ------------ | ---------------- |
| Лондон-брідж      |                                                | Брайтонська залізниця Thameslink |              | Аеропорт Гатвік  |
| Лондон-брідж      |                                                | Брайтонська залізниця Thameslink | Колсдон-Саут |                  |
| Лондон-брідж      |                                                | Брайтонська залізниця Thameslink | Саут-Кройдон |                  |
| Норвуд-джанкшен   |                                                | Брайтонська залізниця Thameslink |              | Перлі            |
| Клепгем-джанкшен  |                                                | Southern Брайтонська залізниця   |              | Аеропорт Гатвік  |
| Клепгем-джанкшен  | Southern East Coastway line West Coastway line |                                  |              | Аеропорт Гатвік  |
| Клепгем-джанкшен  |                                                | Southern Oxted Line              |              | Сандерстед       |
| Клепгем-джанкшен  |                                                | Southern Oxted Line              | Саут-Кройдон |                  |
| Клепгем-джанкшен  |                                                | Southern North Downs Line        |              | Перлі            |
| Селгерст          |                                                | Southern Caterham line           |              | Перлі            |
| Лондон-брідж      |                                                | Southern Caterham line           |              | Саут-Кройдон     |
| Лондон-брідж      | Southern Tattenham Corner Line                 |                                  |              | Саут-Кройдон     |
| Норвуд-джанкшен   |                                                |                                  |              | Саут-Кройдон     |
| Лондон-брідж      |                                                | Southern Oxted Line              |              | Окстед           |